# Marie av Preussen (1579–1649)
Marie av Preussen, tyska: Marie von Preußen, född 23 januari 1579 i Königsberg (nuvarande Kaliningrad), död 11 februari 1649 i Bayreuth, var en preussisk prinsessa och genom giftermål med markgreve Kristian av Brandenburg-Bayreuth från 1604 markgrevinna av Brandenburg-Bayreuth.

## Biografi
Marie var andra dotter till hertig Albrekt Fredrik av Preussen (1553–1618) i dennes äktenskap med Maria Eleonora av Jülich-Kleve-Berg (1550–1608), dotter till hertig Vilhelm V "den rike" av Jülich-Kleve-Berg. Hon växte upp med sina systrar på Königsbergs slott.
Hon gifte sig 29 april 1604 på Plassenburg med markgreve Kristian av Brandenburg-Bayreuth (1581–1655). Eftersom hennes far saknade söner uppstod stridigheter kring Maries kompensation för arvet av hertigdömena Preussen och Jülich-Kleve-Berg. Marie förvärvade 1613 riddargodsen Schreez och Culmberg nära Haag i Oberfranken. Genom inkomsterna därifrån lät hon bygga ut slottet Unternschreez som sitt änkesäte. Under trettioåriga kriget befann sig Marie och familjen på flykt och genomgick många umbäranden, och godsen förföll. 
Marie är begravd med sin gemål i Bayreuths stadskyrka. Högaltaret i kyrkan är en donation från henne.

## Familj

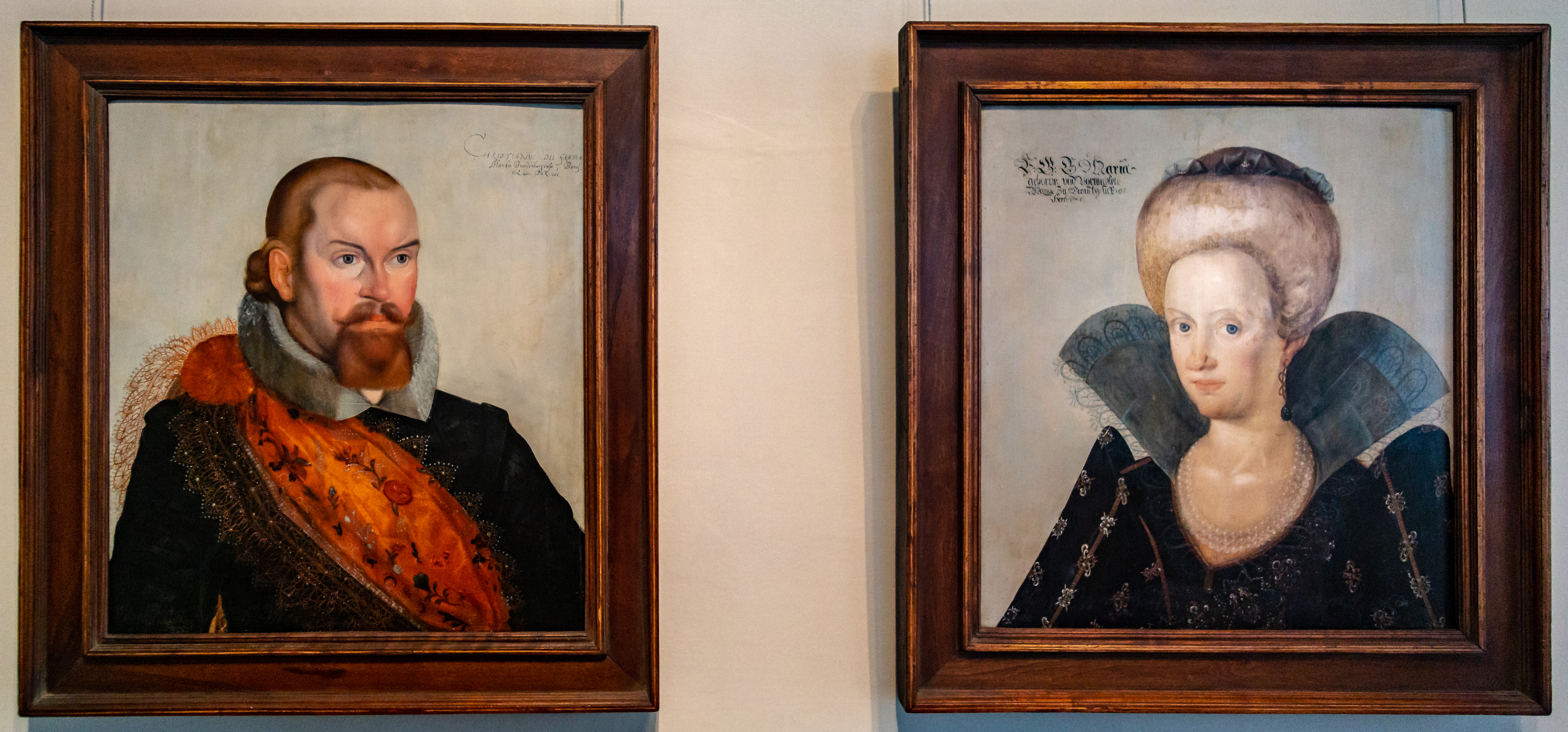
Markgreveparet Kristian och Marie av Brandenburg-Bayreuth, målningar av Heinrich Bollandt omkring 1618.

Marie gifte sig 29 april 1604 på Plassenburg med Kristian av Brandenburg-Bayreuth, markgreve av Brandenburg-Bayreuth. Paret fick följande barn:
- Elisabet Eleonora (född och död 1606)
- Georg Fredrik (född och död 1608)
- Anna Maria av Brandenburg-Bayreuth (1609–1680), gift 1639 med furst Johan Anton I av Eggenberg (1610–1649)
- Agnes Sofia (född och död 1611)
- Magdalena Sibylla av Brandenburg-Bayreuth (1612–1687), gift 1638 med kurfurst Johan Georg II av Sachsen (1613–1680)
- Kristian Ernst (1613–1614)
- Erdmann August av Brandenburg-Bayreuth (1615–1651), arvfurste till Brandenburg-Bayreuth, gift 1641 med Sofia av Brandenburg-Ansbach (1614–1646)
- Georg Albrekt av Brandenburg-Kulmbach (1619–1666), markgreve av sidolinjen Brandenburg-Kulmbach, förmyndarregent 1655–1661
  - gift 1) 1651 med Maria Elisabet av Holstein-Sonderburg-Glücksburg (1628–1664)
  - gift 2) 1665 med Sofia Maria av Solms-Baruth (1626–1688)
- Fredrik Vilhelm (född och död 1620)